# Тернавка (притока Полкви)
Терна́вка (Рудь, Уляни) — річка в Україні, в межах Хмельницького району Хмельницької області. Права притока Полкви (басейн Дніпра).

## Опис
Довжина 23 км. Площа водозбірного басейну 83,2 км². Річкова долина неширока і неглибока (у пониззі глибша, місцями з крутими схилами), є заболочені ділянки. Русло річки зарегульоване кількома ставками, у селах (від витоку до гирла): Волиця-Польова, Лідихівка, Турщина, Турівка.

## Розташування
Тернавка (інші назви: Рудь у верхній течії, Уляни — у нижній) бере початок на південний схід від села Волиця-Польова. Тече переважно на північний захід, місцями на захід. Впадає до Полкви неподалік від північно-західної околиці села Вовківці. 
Над річкою розташовані села: Волиця-Польова, Заруддя, Лідихівка, Турщина, Турівка, Новосеменів і Вовківці.